# Giorgio Merula
Giorgio Merula  (Alexandria, Piemonte, 1430 - Milão, 19 de março de 1494) foi humanista, filólogo e historiador italiano.

## Publicações
- Historia Vicecomitum, história da família Visconti até Matteo I Visconti (1250-1322)
- Editio princeps de Plauto (1472),
- Scriptores rei rusticae
- Comentário sobre Juvenal, 1474
- Emendationes in Virgilium et Plinium, 1471
- Vidas de Nerva, Trajano e de Adriano
- Bellum scodrense, 1474 (A tomada de Scutari, na Albânia, em 1474, pelos turcos)
- Enarrationes vocum priscarum in Libris de Re Rustica